# 伊泽 (马耶讷省)
伊泽（法語：Izé，法語發音：[ize]）是法国马耶讷省的一个市镇，属于马耶讷区。

## 地理
伊泽（48°13'45"N, 0°18'25"W）面积28.15 平方千米，位于法国卢瓦尔河地区大区马耶讷省，该省份为法国西北部内陆省份，北起芒什省和奧恩省，西接伊勒-维莱讷省，南至曼恩-卢瓦尔省，东临萨尔特省。
与伊泽接壤的市镇（或旧市镇、城区）包括：特朗、拜镇、圣热姆勒罗贝尔、埃尔沃河畔圣乔治、圣托马-德库尔瑟里耶、奥尔特河畔维马丹。

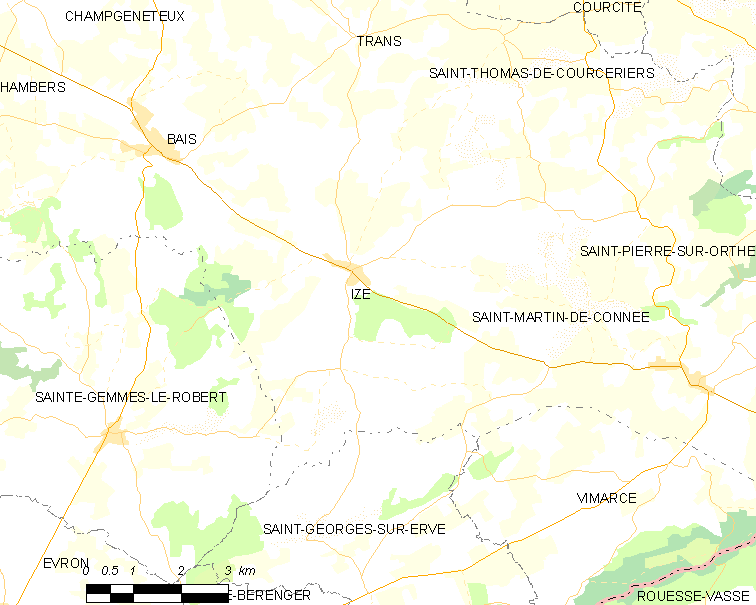
的OSM定位图

伊泽的时区为UTC+01:00、UTC+02:00（夏令时）。

## 行政
伊泽的邮政编码为53160，INSEE市镇编码为53120。

## 政治
伊泽所属的省级选区为埃夫龙县。

## 人口

1962-2008年间人口变化图示

伊泽于2022年1月1日时的人口数量为458人。